# Radu Beligan
Radu Beligan (Filipești, 14 dicembre 1918 – Bucarest, 20 luglio 2016) è stato un attore rumeno, con una ricca esperienza di teatro, cinema e televisione.
Nel 2004 fu nominato Membro Onorario dell'Accademia Romena. Il 15 dicembre 2013 fu inserito nel Guinnes World Records come attore più longevo nel panorama teatrale.

## Biografia
Radu Beligan nacque a Galbeni, un paesino nel comune di Filipești nella contea di Bacău, da padre rumeno e madre di origini greche.
In un'intervista per toateartele.com del 2011, Radu Beligan dichiarò che sua nonna paterna, Ecaterina Beligan, era parente dello scrittore Ion Creangă. Sua madre, Eufrosina Moscopol, proveniva dalla famiglia greca Moscopol, parente di Jean Moscopol, un cantante del periodo interbellico. 
Nel 1937 si diplomò al Collegio Nazionale "Costache Negruzzi" di Iași. Tra il 1937 e 1938 studiò legge e filosofia all'Università di Bucarest. Intraprese, inoltre, un percorso all'Università nazionale di Bucarest sotto la guida della docente Lucia Sturdza Bulandra, studi che però rimasero incompiuti.
Tra il 1969 e 1989 Radu Beligan fu membro del Comitato Centrale del Partito Comunista Rumeno, e tra il 1961 e 1975 deputato della Grande Assemblea Nazionale.

## Carriera
Radu Beligan nell'arco della sua carriera durata più di sette decenni interpretò molti ruoli, tra cui personaggi di autori rumeni, come ad esempio Ion Luca Caragiale, Barbu Ștefănescu Delavrancea, Camil Petrescu, Tudor Musatescu, Mircea Stefanescu, Victor Ion Popa, Victor Eftimiu, Mihail Sebastian, Aurel Baranga, Alexandru Mirosdan e personaggi di autori stranieri, tra cui William Shakespeare, Carlo Goldoni, Nicolai Vasilievich Gogol, Anton Čechov, George Bernard Shaw, Maksim Gor'kij, Albert Camus, Jean Anouilh, Friedrich Dürrenmatt, Edward Albee, Peter Shaffer, Patrick Süskind, Neil Simon, Umberto Eco.
Recitò al fianco di importanti attori, esibendosi sia in Romania che all'estero. Oggi Beligan è considerato uno dei principali nomi del teatro rumeno, con un repertorio complesso, classico e moderno. 
Radu Beligan è conosciuto, inoltre, come regista teatrale; durante la sua carriera diresse alcune produzioni come L'egoista di Jean Anouilh (2004), Colpevole innocenza o La torre d'avorio di Ronald Harwood (1996), Una lettera smarrita di Ion Luca Caragiale (1979), Una storia di Irkutsk di Aleksei Nikolaevič Arbuzov (1960).
Radu Beligan diede la sua voce per alcuni audiolibri, due dei quali, Contrabasul e Bartleby, appartengono alla casa editrice Humanitas.
Il 29 ottobre 2011 un articolo pubblicato sul giornale scandalistico Libertatea rivelò che Radu Beligan fece un reclamo nel quale si lamentava con la televisione rumena per aver trasmesso La lettera perduta di Ion Luca Caragiale nella versione diretta da Liviu Ciulei. Tale reclamo fu presentato sotto forma di nota nel 1982 e inserito successivamente in Cartea Albă a Securităţii, una raccolta di racconti letterari e artistici. Radu Beligan, allora direttore del Teatro Nazionale di Bucarest, espresse il suo malcontento per la messa in onda di quella versione dell'opera sulla base del fatto che, secondo Beligan, Liviu Ciulei voltò le spalle al paese ed emigrò all'estero nel 1980 e, per questo motivo, la gioventù rumena non aveva nulla da imparare dall'opera diretta da Ciulei.

### Attività teatrale
- 2004, L'egoista di Jean Anouilh, diretto da Radu Beligan.
- 2001, Take, Ianke și Cadâr di Victor Ion Popa, diretto da Grigore Gonța.
- 1998, Il nome della rosa tratto dal romanzo di Umberto Eco, diretto da Grigore Gonța.
- 1998, Bassifondi di Maksim Gor'kij, diretto da Ion Cojar.
- 1998, Les côtelettes di Bertrand Blier, diretto da Gelu Colceag.
- 1997, I ragazzi irresistibili di Neil Simon, diretto da Ion Lucian.
- 1995, Danaidae, diretto da Silviu Purcărete.
- 1989, Eredità di Titus Popovici, diretto da Horea Popescu e Mihai Manolescu.
- 1987, Il contrabbasso di Patrick Süskind, diretto da Grigore Gonța.
- 1984, Hollywood Story di Neil Simon, diretto da Grigore Gonța.
- 1983, Il valzer del Titanic di Tudor Mușatescu, diretto da Mihai Berechet.
- 1982, Amadeus di Peter Shaffer, diretto da Dinu Cernescu.
- 1981, Filumena Marturano di Eduardo De Filippo, diretto da Anca Ovanez Doroșenco.
- 1980, Caligola di Albert Camus, diretto da Horea Popescu.
- 1977, Romolo il Grande di Friedrich Dürrenmatt, diretto da Sanda Manu.
- 1976, Riccardo III di William Shakespeare, diretto da Horea Popescu.
- 1976, Vita di una donna scritto e diretto da Aurel Baranga.
- 1974, Danton di Camil Petrescu, diretto da Horea Popescu.
- 1973, Prigioniero della seconda strada di Neil Simon, diretto da Mihai Berechet.
- 1973, Pathetic Simphony scritto e diretto da Aurel Baranga.
- 1971, I giochi delle vacanze di Mihail Sebastian, diretto da Mihai Berechet.
- 1970, Chi ha paura di Virginia Woolf? di Edward Albee, diretto da Michel Făgădău.
- 1969, Trapianto di un cuore sconosciuto di Alexandru Mirodan, diretto da Moni Ghelerter.
- 1968, Assassino senza movente di Eugène Ionesco, diretto da Lucian Giurchescu.
- 1967, Opinione pubblica di Aurel Baranga, diretto da Mihai Berechet.
- 1966, La testa dell'anatra di George Ciprian, diretto da David Esrig.
- 1964, Il rinoceronte di Eugène Ionesco, diretto da Lucian Giurchescu.
- 1963, Capo del dipartimento delle anime di Alexandru Mirodan, diretto da Moni Ghelerter.
- 1962, Il processo del Signor Caragiale di Mircea Ştefănescu, diretto da David Esrig.
- 1961, Famoso 702 di Alexandru Mirodan, diretto da Moni Ghelerter.
- 1959, Nella valle del cuculo di Mihai Beniuc, diretto da Sică Alexandrescu.
- 1958, Gli anni amari di Aurel Baranga, diretto da Sică Alexandrescu.
- 1958, Nemici di Maksim Gor'kij, diretto da Alexandru Finți.
- 1958, L'invito al castello di Jean Anouilh, diretto da Sică Alexandrescu.
- 1958, The Tempest di William Shakespeare, diretto da Moni Ghelerter.
- 1957, La ricetta della felicità o Ciò di cui non si parla di Aurel Baranga, diretto da Marietta Sadova.
- 1956, La stella senza nome di Mihail Sebastian, diretto da Sică Alexandrescu.
- 1956, The Journalists di Alexandru Mirodan, diretto da Moni Ghelerter.
- 1956, Una lettera smarrita di Ion Luca Caragiale, diretto da Sică Alexandrescu.
- 1956, Tramonto di Barbu Ștefănescu Delavrancea, diretto da Marietta Sadova e Mihail Zirra.
- 1954, L'agnello rabbioso di Aurel Baranga, diretto da Sică Alexandrescu.
- 1953, Matei Millo di Mircea Ștefănescu, diretto da Sică Alexandrescu.
- 1953, Ultim'ora di Mihail Sebastian, diretto da Moni Ghelerter.
- 1952, Un ragazzo della nostra città di Konstantin Michajlovič Simonov, diretto da Vlad Mugur.
- 1952, L'ispettore generale di Nikolaj Vasil'evič Gogol', diretto da Sică Alexandrescu.
- 1952, Momenti di Ion Luca Caragiale, diretto da Sică Alexandrescu.
- 1951, Durante il carnevale di Ion Luca Caragiale, diretto da Sică Alexandrescu.
- 1950, Tre sorelle di Anton Čechov, diretto da Moni Ghelerter.
- 1949, L'erba cattiva di Aurel Baranga, diretto da Sică Alexandrescu.
- 1949, Una notte tempestosa di Ion Luca Caragiale, diretto da Sică Alexandrescu.
- 1948, Una lettera smarrita di Ion Luca Caragiale, diretto da Sică Alexandrescu.
- 1948, Il confronto di Tur e Lev Seinin, diretto da Moni Ghelerter.
- 1947, Classe 8B di Roger Ferdinand, diretto da Ionel Ţăranu.
- 1946, Razzo per la Luna di Clifford Odets, diretto da Marietta Sadova.
- 1946, Vis de secătură di Mircea Ştefănescu, diretto da W. Siegfried.
- 1945, Una donna rapita di Louis Verneuil, diretto da Sică Alexandrescu.
- 1945, Knock, ovvero il trionfo della medicina di Jules Romains, diretto da Sică Alexandrescu.
- 1944, Ho sognato il paradiso di Guido Cantini, diretto da Sică Alexandrescu.
- 1944, Il dilemma del dottore di George Bernard Shaw, diretto da Sică Alexandrescu.
- 1944, L'uomo che ha visto la morte di Victor Eftimiu, diretto da Sică Alexandrescu.
- 1944, Il fidanzato di cartone di Jacques Deval, diretto da Sică Alexandrescu.
- 1943, La stella senza nome di Mihail Sebastian, diretto da Soare Z.Soare.
- 1943, Non bevo più di Gaston de Caillavet e Robert de Flers, diretto da Soare Z. Soare.
- 1943, Pensione d'amore di Alexandru Kiriţescu, N.Vlădoianu e Soare Z. Soare, diretto da Soare Z. Soare.
- 1942, Povero Jonathan di Karl Millöcker.
- 1942, Sextet di Gregor Schmitt, diretto da Sică Alexandrescu.
- 1942, Chocolate Lady di Paul Gavault, diretto da Ion Şahighian.
- 1940, L'uomo che sorride di Luigi Bonelli e Aldo De Benedetti, diretto da Ion Şahighian.
- 1940, La belle aventure di Gaston de Caillavet e Robert de Flers, diretto da Sică Alexandrescu.
- 1940, Il valzer del Titanic di Tudor Muşatescu, diretto da Tudor Muşatescu.
- 1938, Gioventù di Swarkin, diretto da Muratov.
- 1938, La quadratura del circolo di Valentin Petrovič Kataev, diretto da Victor Ion Popa.
- 1938, La leggenda di ognuno o La morte del ricco di Hugo von Hofmannsthal, diretto da Victor Ion Popa.
- 1937, La peste di Ion Marin Sadoveanu.
- 1937, Pescatore di ombre di Jean Sarment, diretto da Sergiu Dumitrescu.
- 1937, Delitto e castigo di Gaston Bary, tratto dal romanzo di Fëdor Dostoevskij, diretto da Mihai Zirr.

### Filmografia
- Una notte tempestosa (1943)
- Il sogno di una notte d'inverno (1946)
- La valle risuona (1949)
- Boulevard “Fluieră Vântu” - cortometraggio (1950)
- La catena delle debolezze (1952)
- Visita (1952)
- L'inquilino rumeno (1952)
- Una lettera perduta (1954)
- Il nostro direttore (1955)
- L'affare Protar (1955)
- La casa sulla nostra strada (1957)
- Bădăranii (1960)
- Famoso 702 (1962)
- Passi per la luna (1964)
- Castelanii (1966)
- Il direttore del settore anime (1967)
- Esplosione (1972)
- Il ritorno si Magellano (1974)
- Lo strano agente (1974)
- Storia d'amore (1976)
- La solitudine dei fiori (1976)
- Premiere (1976)
- Dimensione giganti, regia di Mircea Drăgan (1977)
- Il nido delle salamandre (1977)
- Aurel Vlaicu (1977)
- Le braccia di Afrodite (1979)
- Rete „S” (1980)
- Ritorno al primo amore (1981)
- Galax, il burattinaio (1983)
- Horea (1984)
- Discendenti del Grande Anonimo (1997)
- Il pomeriggio di un torturatore (2001)
- Sua maestà, Birlic! (2010)
- I grandi attori rumeni (2008)
- Medaglia d'onore (2010)

### Televisione
- Al matale, Caragiale, diretto da Mircea Cornișteanu (2002)
- Chi ha paura di Virginia Woolf? di Edward Albee, diretto da Olimpia Arghir (1995)
- Amadeus di Peter Shaffer, diretto da Dinu Cernescu
- Avventura sottoterra de Ion Băieșu, regia Sergiu Ionescu, 1982
- Il valzer del Titanic di Tudor Mușatescu
- Supeul di Jean Claude Brinsville
- Mușatinii
- Harvey di Mary Chase
- Il treno del piacere di Ion Luca Caragiale
- Momente Caragiale di Ion Luca Caragiale
- Conu Leonida di Ion Luca Caragiale
- I grandi artisti sul piccolo schermo

## Attività professionale e accademica

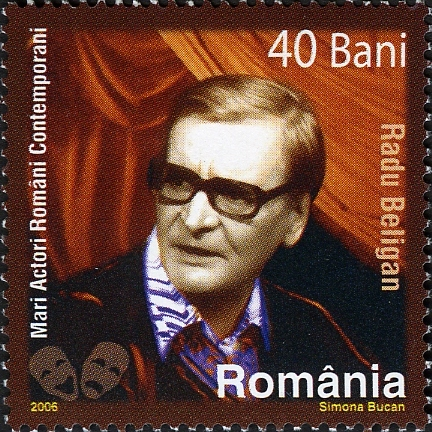
Radu Beligan

Tra il 1950 e 1965 fu professore all'Istituto di Teatro e Film; tra il 1961 e 1969 fu il direttore del Teatro della Commedia di Bucarest e dal 1969 al 1990 diresse il Teatro Nazionale di Bucarest. Dal 1971 ricoprì il ruolo di Presidente attivo, e poi dal 1977 quello di Presidente Onorario a vita, all'Istituto Internazionale di Teatro. Tra il 1971 e 1978 fu co-presidente, insieme a Yehudi Menuhi, del Festival Internazionale del Teatro e Musica organizzato dall'UNESCO; fu membro dell'Alto Consiglio del Teatro delle Nazioni, presieduto da Pierre Moinet, direttore generale delle Arti e della Letteratura del Ministero degli Affari Culturali. Nel 1975, durante la Conferenza sulla sicurezza e la cooperazione in Europa tenutasi a Helsinki, fu uno dei firmatari dell'Appello degli Artisti per la Sicurezza e la Cooperazione in Europa.

## Premi e riconoscimenti

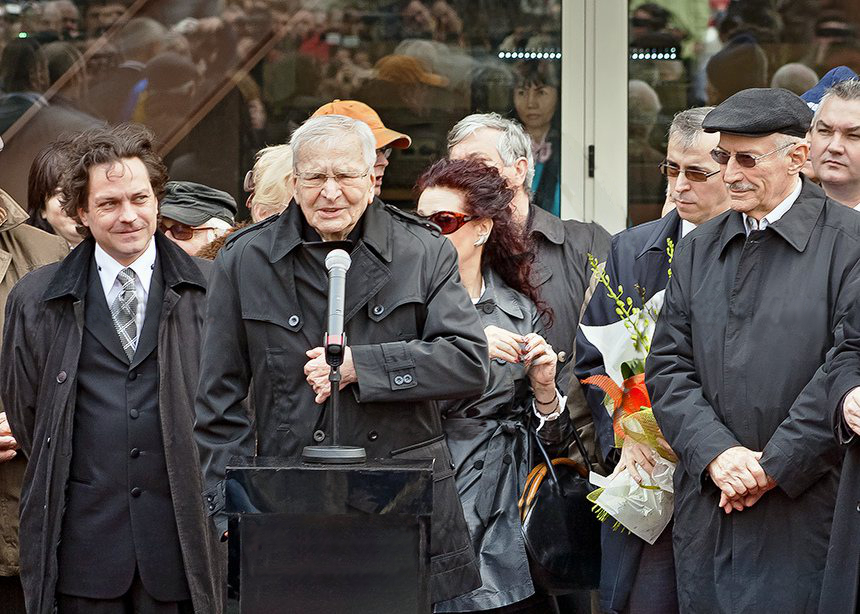
Radu Beligan (al centro), insieme a George Ivașcu e Victor Rebengiuc, riceve una stella sulla Walk of Fame di Bucarest.

Con il decreto numero 43 del 23 gennaio 1953, Radu Beligan fu insignito del titolo di Artista Emerito della Repubblica Popolare Rumena per meriti speciali, realizzazioni preziose nell'arte e lavoro meritorio.
Il 12 maggio 2013 fu insignito della decorazione reale "Nihil Sine Deo", assegnata dalla Principessa Margherita di Romania a nome di Michele I di Romania in una cerimonia tenutasi al Castello di Peleș.
Radu Beligan fu nominato Membro Onorario dell'Accademia Romena nel 2004, come riconoscimento per la sua attività artistica. Nel 2002 il Governo rumeno gli assegnò il primo premio nell'ambito dei Premi Teatrali Nazionali. Gli venne conferita la Laurea Honoris Causa dall'Accademia "George Enescu" di Iași (1994) e dall'Università Nazionale di Teatro e Cinematografia "I.L. Caragiale" (2003).
Nel 1967 ricevette l'Ordine "Al Merito Culturale" Classe A per l'attività di lunga data nel teatro e meriti eccezionali nel campo dell'arte drammatica; il 1 º dicembre 2000 ricevette l'Ordine Nazionale "Servizio Fedele" in grado di Comandante, per le eccezionali realizzazioni artistiche e per la promozione della cultura.

## Numismatica
Il 14 dicembre 2018, in occasione della celebrazione dei 100 anni dalla nascita di Radu Beligan, la Banca Nazionale della Romania mise in circolazione una moneta d'argento, con il titolo del 999%, con un valore nominale di 10 lei romeni. La moneta era rotonda con un diametro di 37 mm e un peso di 31,103 g.